# TVLM513-46546
TVLM513-46546是在牧夫座內溫度非常低的一顆紅矮星，它顯示出耀星的活動性質，並且由於半球有著不同的亮度，和以大約兩天的週期自轉，有著和半規則變星一樣的變化。這顆恆星的質量很低，只有木星質量的90倍 (或是太陽質量的9%)，和估計半徑只是太陽的11% (接近木星大小的恆星)。這顆恆星也顯示出有著看不見，質量尚未測定的伴星。後續的觀測將能排除伴星是低質量的恆星，或是只是行星質量的伴星 (下限是2-10木星質量)，與介於1-15天自旋和軌道週期。 假設這顆恆星的亮度是太陽的0.042%，則類地行星可以保留液態水的適居帶將在0.02天文單位以內（大約是從地球到月球距離的10倍）。

## 行星系統
這顆恆星擁有一個已知行星。
| 成員 (依恆星距離) | 质量     | 半長軸 (AU) | 轨道周期 (天) | 離心率 | 傾角 | 半径 |
| ----------------- | -------- | ----------- | ------------- | ------ | ---- | ---- |
| b                 | 127.2 M⊕ | 0.3         | 221           | —      | —    | —    |

## 外部連結
- www.stecf.org STECF
- Special Stars（页面存档备份，存于）
- Image TVLM513-46546